# Nishitama, Tokyo
Nishitama (西多摩郡 (Tây Đa Ma quận) Nishitama-gun) là huyện thuộc ngoại ô thủ đô Tokyo, Nhật Bản. Tính đến ngày 1 tháng 10 năm 2020, dân số ước tính của huyện là 55.476 người và mật độ dân số là 150 người/km2. Tổng diện tích của huyện là 375,96 km2
Trong lịch sử, các thành phố Ōme, Fussa, Hamura, và Akiruno từng là một phần của Nishitama. Nhưng bây giờ, chúng đã được tách ra sau khi trở thành thành phố.

## Niên biểu
- 1 tháng 6 năm 1955 - Các làng Ohisano và Hirai sáp nhập để hình thành làng mới Hinode (5 thị trấn, 3 thôn).
- 1 tháng 10 năm 1956 - Làng trong Nishitama trở thành thị trấn và đổi tên thành Hamura (6 thị trấn, 2 thôn).
- 15 tháng 10 năm 1958 - Các bộ phận của làng Motosayama từ quận Iruma trong Saitama (không bao gồm những phần đã được sáp nhập vào thị trấn Musashi từ quận Iruma ngày 14 tháng 10 năm 1958) đã được sáp nhập vào thị trấn Mizuho.
- 1 tháng 7 năm 1970 - Thị trấn Fussa trở thành phố (5 thị trấn, 2 thôn).
- 5 tháng 5 năm 1972 - Thị trấn Akita trở thành thành phố và đổi tên thành Akigawa (4 thị trấn, 2 làng).
- 1 tháng 6 năm 1974 - Làng Hinode trở thành thị trấn.
- 1 tháng 11 năm 1991 - Thị trấn Hamura trở thành thành phố (4 thị trấn, 1 làng).
- 1 tháng 9 năm 1995 - Thị trấn của Itsukaichi hợp nhất với các thành phố của Akigawa để tạo ra các thành phố mới của Akiruno (3 thị trấn, 1 làng).